# 1900年夏季奥林匹克运动会游泳比赛
1900年夏季奥林匹克运动会游泳比赛在法国巴黎举行。此次比赛总共有7个小项。当时只有男性参与比赛。

## 参赛国家
总共有来自12个国家的76名运动员参加该届奥运会游泳比赛：
- （1）
- 奥地利（3）
- 比利时（1）
- 丹麦（1）
- 法国（47）
- 德国（6）
- 英国（7）
- 匈牙利（1）
- 意大利（2）
- 荷兰（4）
- 瑞典（1）
- 美国（2）

## 奖牌榜
| 排名                | 代表团              | 金牌 | 銀牌 | 銅牌 | 总计 |
| ------------------- | ------------------- | ---- | ---- | ---- | ---- |
| 1                   | 英国（GBR）         | 2    | 0    | 1    | 3    |
| 2                   | （AUS）             | 2    | 0    | 0    | 2    |
| 2                   | 德国（GER）         | 2    | 0    | 0    | 2    |
| 4                   | 法国（FRA）         | 1    | 2    | 2    | 5    |
| 5                   | 奥地利（AUT）       | 0    | 3    | 1    | 4    |
| 6                   | 匈牙利（HUN）       | 0    | 2    | 1    | 3    |
| 7                   | 丹麦（DEN）         | 0    | 0    | 1    | 1    |
| 7                   | 荷兰（NED）         | 0    | 0    | 1    | 1    |
| 总计（共8个代表团） | 总计（共8个代表团） | 7    | 7    | 7    | 21   |

## 各项成绩
| 项目            | 金牌                                                                                            | 银牌 | 铜牌 |
| 200米自由泳     | 弗雷德里克·莱恩 · （AUS）                                                                       | 豪尔毛伊·佐尔坦 · 匈牙利（HUN）                                                                            | Karl Ruberl · 奥地利（AUT）                                                                                                   |
| 1000米自由泳    | 约翰·贾维斯 · 英国（GBR）                                                                       | 奥托·瓦勒 · 奥地利（AUT）                                                                                  | 豪尔毛伊·佐尔坦 · 匈牙利（HUN）                                                                                               |
| 4000米自由泳    | 约翰·贾维斯 · 英国（GBR）                                                                       | 豪尔毛伊·佐尔坦 · 匈牙利（HUN）                                                                            | 路易·马丁 · 法国（FRA） |
| 200米仰泳       | 恩斯特·霍彭贝格 · 德国（GER）                                                                   | Karl Ruberl · 奥地利（AUT）                                                                                | Johannes Drost · 荷兰（NED）                                                                                                  |
| 200米团队游泳   | 德国（GER） · 恩斯特·霍彭贝格 · Max Hainle · Julius Frey · Max Schöne · Herbert von Petersdorff | 法国（FRA） · Tritons Lillois · 莫里斯·奥舍皮耶 · 维克托·奥舍皮耶 · 约瑟夫·贝特朗 · Verbecke · 维克托·卡代 | 法国（FRA） · Pupilles de Neptune de Lille · René Tartara · 路易·马丁 · Désiré Merchez · Georges Leuillieux · Philippe Houben |
| 200米障碍物比赛 | 弗雷德里克·莱恩 · （AUS）                                                                       | 奥托·瓦勒 · 奥地利（AUT）                                                                                  | 彼得·肯普 · 英国（GBR） |
| 潜泳            | Charles de Vendeville · 法国（FRA）                                                             | 安德烈·西克斯 · 法国（FRA）                                                                                | 彼泽·吕克贝尔 · 丹麦（DEN）                                                                                                   |